# Osamu Shimomura
Osamu Shimomura (japanska: 下村 脩?, Shimomura Osamu), född 27 augusti 1928 i Fukuchiyama, död 19 oktober 2018 i Nagasaki, var en japansk forskare. Han tilldelades Nobelpriset i kemi 2008 tillsammans med Martin Chalfie och Roger Tsien. Han uppmärksammades för sitt arbete med bioluminiscens, särskilt det fluorescerande proteinet i maneten Aequorea victoria.